# Johann Lötz
Johann Lötz (* 19. April 1778 in Wassersuppen im Oberpfälzer Wald; † 17. März 1844 in Annathal (Bezirk Schüttenhofen in Böhmen)) war ein deutscher Firmengründer und Glasfabrikant.

## Leben

### Herkunft und Familie
Johann Lötz wurde als Sohn des Uhrglasschleifers Martin Lötz († 1819, Sohn des Glasschneiders Christoph Lötz in Roding/Bayern) und dessen Ehefrau Maria Magdalena Simml geboren.
1798 heiratete er in Bergreichenstein Theresia Mischel (1774–1828, Tochter des Stadtbeamten Anton Mischel). Nach Theresias Tod schloss er 1834 mit Susanna Hus(s)ka (1807–1887, Tochter des Hafnermeisters Johann Georg Hus(s)ka in Kuttenplan und der Franziska Tischler) die Ehe, aus der drei Söhne und eine Tochter entstammten
- Johann Baptist (1835–1881, Glasmeister in Neu-Hurkenthal)
- Karoline (1836–1899), ⚭ Maximilian von Spaun (1827–1897, Notar). Deren Enkel Maximilian (1883–1944) war Glasindustrieller und von 1909 an Leiter des Unternehmens. Dessen Tochter Marie-Luise war mit Kurt Altmann-Althausen (1917–1974), von 1939 bis 1945 Betriebsleiter des Unternehmens, Sohn des Julius Altmann-Althausen (1890–1932)
- Anton (1838–1877, Betriebsleiter der Firma)
- Ernst (1842–1883/1884, Rechtsanwalt und Notar)

Nach Johanns Tod im Jahre 1844 heiratete Susanne im Jahr darauf den Politiker Franz Xaver Gerstner (1816–1855), der Gesellschafter der Glasfabrik war.

### Unternehmerisches Wirken
Johann Lötz lernte bei seinem Vater den Beruf des Glasschleifers und war als 19-Jähriger in den Böhmerwälder Glashütten der Herrschaft Bergreichenstein tätig. Neben Josef Schmid war er 1824 mit einem Anteil von 50 % Glashüttenpächter der Glashütte Goldbrunn in Innergefild, die 1799 von den Brüdern Josef und Ignaz Eisner gegründet worden war und der Glashütte Vogelsang, die sich beide im Besitz der Herrschaft Bergreichenstein befanden.
Er erwarb sich auf diesen Hütten einen Namen mit der Herstellung von veredeltem farbigem und weißem Hohlglas (Kreideglas genannt), das – mit „Lötz“ signiert – in vielen Ländern Absatz fand. Wichtigste Kunden waren anfangs die Türkei und die vorderasiatischen Herrscherhäuser. Seine Spezialität war die Zierlichkeit des Schliffes.
Seine Produkte übertrafen ähnliche Konkurrenzerzeugnisse und brachten der Firma „Johann Lötz, Schmid & Sohn“ schon 1829 bei der öffentlichen Ausstellung der Industrieerzeugnisse Böhmens in Prag eine Bronzemedaille ein.
1836 verkaufte Lötz seinen Geschäftsanteil an Schmid und dessen Sohn und pachtete in Annathal die „Wasserhütte“ mit Glasschneider-, Vergolder- und Malerwerkstätten.
1840 erwarb er die Glashütte in dem westböhmischen Ort Klostermühle (Klášterský Mlýn).
Das Unternehmen erlangte nun Weltruf mit der Herstellung von feinstem Tafelglas und künstlerisch gestaltetem Hohlglas. Am 5. März 1844 verfasst er – schwer erkrankt – sein Testament. Er gehörte zu den reichsten Glasfabrikanten im Böhmerwald mit einem Vermögen von 113.600 Goldgulden.
Seine Witwe führte das Unternehmen bis 1879 – ab 1863 unter der Firma Joh. Loetz Witwe – weiter. Sie übernahm Anteile der Abeleschen Glashütte in Hurkenthal (Stará Hůrka).
Susanne und ihr zweiter Mann Franz Gerstner kauften die Ferdinandshütte bei Markt Eisenstein. Nach Beendigung der Pacht in Annathal (Annín) im Jahre 1849 pachteten sie die 1836 von Johann Christoph Eisner errichtete Glashütte mit Glasfabrik in Klostermühle und kauften diese 1851. Die Erzeugung wurde nach und nach dorthin verlegt. Das Unternehmen wurde 1879 von Maximilian Johann Ritter von Spaun, Enkel von Johann Lötz, übernommen und konnte zunächst weiter ausgebaut werden. Nach der Jahrhundertwende geriet es wegen zu hoher Entnahmen in Schwierigkeiten. So musste 1911 Konkurs angemeldet werden; der Betrieb konnte mit Krediten und öffentlichen Mitteln aufrechterhalten werden. 1939 kam das Unternehmen in den Besitz der Familie Altmann-Althausen (mit Familie Spaun verschwägert), die es bis zur Vertreibung 1945 weiterführte. Dabei blieben die hochwertigen, mit „Lötz“ signierten Gläser das wichtigste Erzeugnis. Die weltbekannte Signatur wurde auch beibehalten, als der Betrieb verstaatlicht wurde. 1951 wurde die Produktion in Klostermühle eingestellt und die Firma gelöscht. Ende 1948 gründeten Kurt und Julius Altmann in Kufstein die Firma „Tiroler Glashütte Altmann-Althausen, Johann Lötz Enkel KG“. Das Unternehmen erzeugte „Glas und Glaswaren in Kristall und Bleikristall, weiß und farbig, mundgeblasenes Hohlglas“, signiert mit „Lötz“. Die Firma wurde 1954 durch Zwangsvergleich beendet. Die Kufsteiner Glashütte wurde von Walter Riedel (1895–1974) und seinem Sohn Claus Josef (1925–2004) aus Polaun im Isergebirge übernommen und entwickelte sich seither zu dem weltbekannten Unternehmen Riedel Glas.

### Preise und Auszeichnungen
- Silberne Medaille bei der Industrieausstellung 1831 in Böhmen[2]
- 1888 Ehrendiplom und Prix de progrès in Brüssel
- Grand Prix bei der Weltausstellung Paris 1900 für 100 exklusive Glasobjekte, gefertigt von Franz Hofstötter[3]